# 阳平关
32°57′41″N 106°03′19″E / 32.961353°N 106.055392°E
阳平关，又稱陽安關，位于陕西汉中寧強縣境内，爲汉中盆地西北门户，亦爲宝成铁路与阳安铁路的交汇点。
汉代古阳平关在今陕西汉中勉县白马河匯入汉水处。

## 歷史
阳平关建于221年，在陝西寧羌縣西北一百里。即古陽平關，後又稱為陽安關、關口、白馬城、濜口城，在沔陽西境，漢水與濜水交滙之處，即今勉縣武侯鎮:286。關城東西徑二里，南倚鸡峰山，北倚嘉陵江。《水經注》謂之關城。亦曰陽安關。蜀漢姜維請遣張翼、廖化等，督諸軍護陽安關口，以防曹魏，即此:957。
阳平关在四川中江西北三十里，蜀汉后皆为重镇，明末毁于兵。宋初《元丰九域志》载：“阳平镇属玄武六镇之一。”清代《中江县志》记载：“阳平镇，建于汉代。为古五城、玄武北境门户，去绵州、罗江必经之地。”阳平关在历史上既是军事关隘，又是税务关卡。古代帛氏奴、蜀王（年号泰始）程道养、清朝的兰朝鼎和李永和等历代农民起义军都曾把天台山、鸡冠山等作为屯兵练武和安营扎寨的地方。 
阳平有怀归县遗址；有南宋文天祥第七代后裔自湖南入蜀后，在蜈蚣山所建的“碑林”，刻有“皇恩宠赐”的花碑及龟山上的“正气堂”遗址；有始建于明弘治五年的“天台寺”；有铁骨牡丹不下山的美丽传说；有晚清名士李福源的“溶海园”遗址；有始建于唐开元年间的“阳平大佛”……这些，无一不向人们述说阳平关的历史沧桑。载入中国文学史册的古绵州巴歌：“豆子山，打瓦鼓。阳平关，撒白雨。白雨下，取龙女。织得绢，二丈五，一半属罗江，一半属玄武。”更是把人带入远古的梦境。 
清道光年间的中江诗人何盛斯（中江城北人），游览《阳平关》诗云：“沔北屯军士，流传即此间。密云排甲仗，新月想刀环。我渡桃花水，人歌豆子山。蒙蒙飞白雨，顾盼一开颜。”作者期盼着总有一天，这奇特秀丽的山河会被重新开发利用，到了那个时候，万民将会笑逐颜开。
1939年，羅章龍路过阳平关时，赋《阳平关》诗：“穿云栈道白龙湾，辙辗苍溪越万山。明月中秋天宇净，振衣千仞渡萧关。”
京劇有同名劇目《陽平關》，故事取材自漢中之戰中曹操與趙雲、黃忠之間的戰鬥。